# Земља Мери Берд
Земља Мери Берд (енгл. Marie Byrd Land) је регион на Антарктику који формално не припада ниједној држави. Са површином од 1.610.000 km2, представља највећу територију на Земљи за коју ниједна држава није истакла територијалне претензије. Име је добила у част супруге Ричарда Евелина Берда, америчког морнаричког официра, који је истраживао овај регион Антарктика почетком 20. века.
Највиша тачка региона је вулкан Сидли (4.181–4.285 m), највиши вулкан на Антарктику и члан групе „Седам вулканских врхова”.
Земља Мери Берд налази се на обалама Амундсеновог мора између Росовог мора на истоку и Елсвортове земље на западу. Дебљина леда је у просеку од 1000-2000, а на неким местима и до 4000 метара. База леденог покривача често лежи испод површине мора.
Најпознатије истраживачке станице на овој територији су: Руска (Русија) и Берд (Сједињене Америчке Државе).